# Lars Clausen
Pour les articles homonymes, voir Clausen (homonymie).
Lars Michael Clausen (né le 8 avril 1935 à Berlin et décédé le 20 mai 2010 à Hambourg) est un sociologue allemand et professeur à l'université de Kiel. 

## Biographie
Pendant la Seconde Guerre mondiale, la famille a vécu sur le Darß, en Poméranie. En 1944, son père Jürgen Clausen, producteur de films, est tué au combat ; sa mère Rosemarie Clausen, célèbre photographe, s'enfuit avec ses trois enfants en 1945 à Hambourg, où Lars Clausen fréquente le Christianeum. 
En 1955, il étudie les affaires, l'économie, la sociologie et l'histoire aux universités de Berlin (université libre), Cologne et Hambourg. En 1960, il obtient son premier diplôme en commerce à l'université de Hambourg (Dipl.-Kfm.). Il obtient à la fois son doctorat (Dr.sc.pol.) et son post-doctorat (Habilitation) à l'université de Münster (1964 resp. 1968) en sociologie, après avoir fait des études de terrain chez Zambien Industries, de 1964 à 1965. Après avoir enseigné à Münster, à Bielefeld et à La Haye, il est appelé en 1970 à la chaire de sociologie de l'université de Kiel. 
Clausen a inspiré des générations d'étudiants par son ingéniosité et sa capacité à illustrer des théories sociologiques avec des exemples pratiques. Il était considéré par beaucoup comme l'un des derniers polymathes et ses cours avaient un statut culte parmi les étudiants. Il s'est spécialisé dans la sociologie de la culture, du travail et de la sociologie des catastrophes, et est rédacteur en chef des Œuvres complètes de Ferdinand Tönnies.
De 1993 à 1994, Clausen est président de la Société allemande de sociologie. Il est également été président de la Deutsche Afrika Gesellschaft et président de la « Commission de Protection » du ministère allemand de l'Intérieur de 2003 à 2009. À partir de 1978, il est président de la Société Ferdinand Tönnies.
En 2000, Clausen donne dans son « tout dernier cours obligatoire », une « introduction personnelle aux théories de la sociologie » sous le titre Gymnasiale Kulturhistorie als Weg in die Soziologie. Son cours d'adieu a été publié à titre posthume en 2015 sous le titre Meine Einführung in die Soziologie. 15 conférences en discours libre sous forme de livre.
De 2005 à 2010, il a contribué à la rédaction de la Wikipédia en allemand sous le pseudonyme €pa.

## Œuvres notables
Voir aussi :

### Monographies et articles
- 1964 : Elemente einer Soziologie der Wirtschaftswerbung, Opladen : Westdeutscher Verlag.
- 1966 : Sur les attitudes envers les conflits industriels dans l'industrie zambienne, African Social Research, (2), p. 260-268.
- 1968 : Industrialisierung in Schwarzafrika, Bielefeld.
- 1971 : Homme industriel. Le Cas zambien du changement social radical, dans : Heide Simonis/Udo E. Simonis (eds.), Le développement socioéconomique dans les économies duales, Munich, p. 97–124.
- 1976 : Jugendsoziologie, Stuttgart : Kohlhammer.
- 1978 : Tausch, Munich : Kösel.
- 1978 : Siedlungssoziologie, Munich : Kösel (avec Volker von Borries, Karl Simons).
- 1979 : La Dimension sociale de l'approche ergonomique, dans : J. H. van Loon et al. (eds.), L'Ergonomie dans l'agriculture et la foresterie tropicales, Wageningen, p. 58–64.
- 1985 : Zu allem fähig. Versuch einer Sozio-Biographie zum Verständnis des Dichters Leopold Schefer, 2 volumes, Francfort-sur-le-Main : Bangert & Metzler (avec Bettina Clausen).
- 1988 : Produktive Arbeit, Destruktive Arbeit, Berlin/New York: Walter de Gruyter.
- 1992 : Différenciation sociale et origine à long terme des catastrophes ; Risques naturels, VI, 2, p. 181–190.
- 1994 : Krasser socialer Wandel, Opladen : Leske + Budrich.
- 1998 : Le Renouveau européen des Tönnies, C.A.U.S.A., Kiel, no 26, p. 1–11.
- 2003 : Entsetzliche soziale Prozesse, Münster : LIT (avec Elke M. Geenen, Elísio Macamo).

### Éditions sélectionnées
- 1975 : Spektrum der Literatur (avec Bettina Clausen)

## Distinctions
- 1955 : Scheffelpreis
- 1982 : Bundesverdienstkreuz
- 1998 : Bundesverdienstkreuz 1. Klasse [Croix du Mérite 1. Classe]
- 2010 : Prix pour l'œuvre d'une vie scientifique exceptionnelle (Société allemande de sociologie, Paulskirche)